# 7231 Porco
A 7231 Porco (ideiglenes jelöléssel 1985 TQ1) a Naprendszer kisbolygóövében található aszteroida. Edward L. G. Bowell fedezte fel 1985. október 15-én.